# Karen Peralta
Karen Peralta (La Villa de Los Santos, Los Santos, 28 de octubre de 1986) es una cantante y presentadora de televisión panameña. Es más conocida por haber sido la presentadora del programa Hecho en Panamá al lado de Mirta Rodríguez y Lucho Pérez, también cantantes folklóricos. Conocida por temas como "Santeño quisiera ser", "Chiricano de mi vida", "Tambor a Veraguas", "Me enamoré de Coclé" y "Mi corazón es herrerano". 

## Carrera
Durante su trayectoria en Hecho en Panamá, viajó a diferentes provincias del país y presentó diferentes culturas, tradiciones y mitos que se dan en los diferentes pueblos del país. Participa en varios segmentos del programa y en ocasiones es reportera y presenta a los artistas nacionales que se colocan trajes folklóricos. En 2006 fue ganadora de Vive la Música convirtiéndose en la primera ganadora en todas las temporadas. En 2014 es contratada para ser una de las participantes de la 2ª temporada de Tu cara me suena, programa de televisión al cual tienen que imitar a famosos de todos los tiempos mientras que el pulsador les escoge a cual de todos. El programa es actualmente conducido por el locutor, actor y DJ Eddy Vásquez. 
En enero de 2015, se anuncia oficialmente que Karen Peralta se retira de Hecho en Panamá, ya que según sus propias palabras va a cumplir "nuevas metas". 

## Controversia
En enero de 2023, protagonizó un escándalo pornográfico al ser grabada mientras tenía relaciones sexuales con su esposo.

## Canciones
- "Chiricano de mi vida"
- "Herida de amor"
- "Mi corazón es herrerano"
- "No me vendría mal"
- "Pásale la factura"
- "Santeño quisiera ser"
- "Tambor a Veraguas"
- "Me enamoré de Coclé"
- "Pa' La Villa"
- "Suplica a Veraguas"
- "Chiriquí, tierra bonita"
- "Herrerano es mi corazón"

## Trayectoria
- Hecho en Panamá - Presentadora
- Tu cara me suena - Invitada (2013) / Concursante (2014)
- Buenos Días - Invitada
- TVN Noticias - Invitada
- Dancing with the stars - Invitada
- Vive la música - Concursante